# Catedral de Santa Sofia de Nicòsia
La Catedral de Santa Sofia de Nicòsia (actualment Mesquita de Selimiye, o en turc: Selimiye Camii) és la catedral catòlica gòtica, ara mesquita, situada al bell mig de Nicòsia (Lefkoşa, part adscrita a la República de Turquia), capital de Xipre. Llegat de les Croades, és un dels principals monuments de la ciutat. La Mesquita de Selimiye està ubicada a l'església gòtica més gran i antiga que es conserva a Xipre (dimensions interiors: 66 m x 21 m), segurament construïda al lloc d'una antiga església bizantina.
L'antiga catedral té una capacitat per a 2.500 persones amb 1.750 m² disponibles. És l'edifici històric més gran que es conserva a Nicòsia i, segons les fonts, "pot haver estat l'església més gran construïda a la Mediterrània oriental durant el mil·lenni entre l'auge de l'Islam i el final del període otomà". Fou l'església en què es coronaven els reis de Xipre.

## Origen
L'actual catedral podria haver-se construït al lloc d'una església bizantina (ortodoxa) ja anomenada Santa Sofia (o Saviesa divina). Després de la conquesta de Xipre pels croats el 1191, la construcció del santuari fou un encàrrec d'Alícia de Xampanya, esposa del rei Hug I. En començà la construcció el 1208 Eustorge de Montaigu -un dels primers arquebisbes llatins de Nicòsia-  i se'n consagrà el 1326. L'edifici el van construir arquitectes i paletes francesos seguint l'estil de les catedrals gòtiques franceses. Com que era l'església més gran de Xipre, acollia les cerimònies de coronació dels reis Lusignan (governants de l'illa des del 1192 fins al 1489).

## Història

### Construcció i període franc
No se sap exactament quan es començà a construir la catedral; és possible que haja substituït gradualment l'edifici grec anterior o que se n'haja construït al costat. La data citada per a la col·locació de la primera pedra és el 1209, i l'arquebisbe llatí de Nicòsia responsable d'aquesta tasca s'anomena en diferents fonts com a Thierry o Albert. Hi ha proves que indiquen una data d'inici anterior, i fins i tot els templers podrien haver fet esforços per construir una nova catedral durant el seu regnat, el 1191–1192. Sembla que durant els primers anys del regnat de l'arquebisbe Eustorge de Montaigu (que hi regnà entre els 1217 i 1250), la construcció se n'accelerà. El 1228 l'església era "en gran part completada" sota Eustorge. Tot i que algunes fonts afirmen que l'arribada de Lluís IX de França a Xipre el 1248 per a la Setena Croada en va donar un impuls a la construcció, no n'hi ha proves. A finals del segle XIII, es van acabar les naus laterals i gran part de la central.
Durant els segles XIII i XIV, la catedral va patir dos terratrèmols, el 1267 i el 1303.  El del 1267 va causar un retard significatiu en la construcció de la nau. L'arquebisbe Giovanni del Conte supervisà l'acabament de la nau i el nàrtex fins al 1319, i el de la nau central, els contraforts de la capçalera, la façana i una capella i baptisteri del 1319 al 1326. També es començà l'ornamentació de la catedral amb frescs, escultures i envans de marbre. El 1326, la catedral per fi fou consagrada i inaugurada amb una gran celebració.

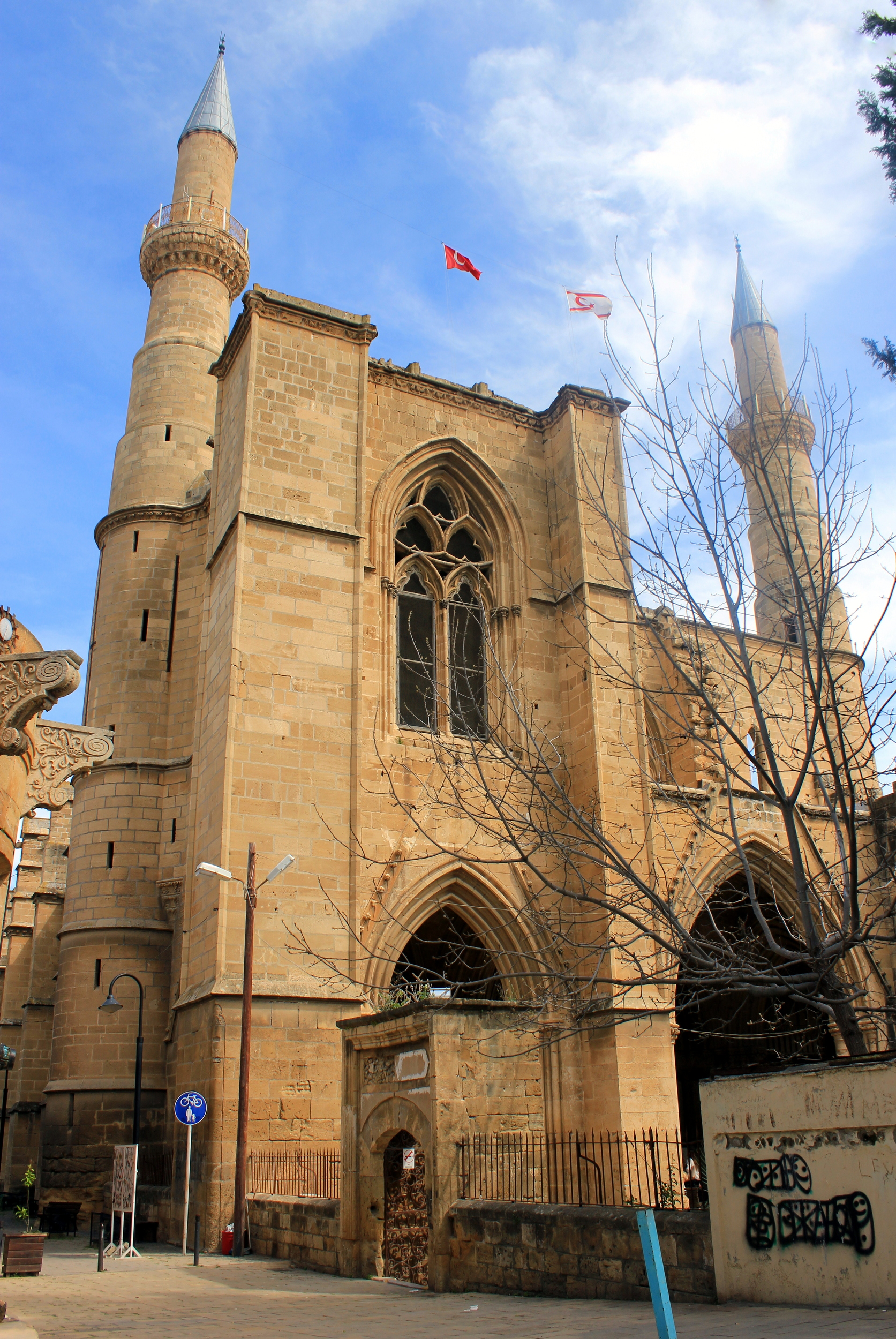
La façana inacabada

Sota el domini de la Casa de Lusignan, la catedral va servir com a església de coronació dels reis de Xipre. Després de la conquesta genovesa de Famagusta, també esdevingué església de coronació dels reis Lusignan de Jerusalem i, en acabant, dels reis Lusignan d'Armènia. S'hi feren, així mateix, els judicis dels Cavallers Templers del 1310.
Tot i que la catedral es va inaugurar, l'edifici encara estava inacabat i el 1347 el papa Climent IV emeté una butla perquè la catedral fos completada i renovada, ja que havia patit un terratrèmol. La butla va concedir un període d'indulgència de 100 dies per a acabar la catedral, però aquest esforç no va aconseguir l'objectiu. El pòrtic i la torre nord-oest es van construir en aquest moment i les tres portes del mur oest estaven adornades amb estructures. Reis, profetes, apòstols i bisbes es representaven en els relleus de tres arcs.
El 1359, el legat papal a Xipre, Peter Thomas, aplegà els bisbes ortodoxos grecs de Xipre a la catedral, els hi va tancar i els va predicar per convertir-los. El soroll dels crits que provenien de la catedral ajuntà una gran multitud fora de la catedral, que aviat començà un aldarull per alliberar els sacerdots i cremà les portes de la seu. El rei ordenà que el predicador, que més tard seria amonestat, fos rescatat de la multitud i que els bisbes fossen deslliurats.
El 1373, la catedral va sofrir danys per les incursions genoveses a Xipre.

### Període venecià
El 1491, un altre terratrèmol danyà greument la catedral. Un pelegrí visitant va descriure que una gran part del cor s'havia esfondrat; la capella del sagrament que hi havia darrere del cor s'havia destruït i una tomba que es creu que pertanyia a Hug II o Hug III havia deixant al descobert el seu cos intacte amb les robes reials i les relíquies d'or. Els venecians s'emportaren el tresor d'or. El Senat venecià ordenà la reparació dels danys i va establir una comissió especial, que imposà una contribució anual de 250 ducats a l'arquebisbe. La reparació en fou molt meticulosa; el 1507, Pierre Mésenge va escriure que, tot i que l'edifici havia estat "completament demolit" feia 20 o 22 anys, era molt bonic llavors.
Quan els venecians construïren les muralles de Nicòsia, Santa Sofia esdevingué el centre de la ciutat. Açò reflectia la posició de les catedrals europees medievals, al voltant de les quals es construïa la ciutat.

### Període otomà i conversió en mesquita
El 1570, durant el setge otomà de la ciutat, que durà 50 dies, la catedral servia de refugi a un gran nombre de persones. Quan Nicòsia caigué el 9 de setembre, el bisbe de Pafos, Francesco Contarini, pronuncià el darrer sermó a l'edifici. Els soldats otomans van trencar la porta de la seu i van matar el bisbe i altres persones. La rica decoració de la catedral fou destruïda, com ara les escultures, els frescos i els vitralls que representaven escenes de l'Antic i el Nou Testament, mentre que les làpides dels reis i prínceps de Lusignan també foren destruïdes i saquejaren el cor i la nau. Després van rentar l'interior de la mesquita per preparar-la per a la primera pregària del divendres, que havia de tenir lloc el 15 de setembre, a la qual assistí el comandant Lala Mustafà Paixà i que va veure la conversió oficial de la catedral en mesquita. Durant el mateix any, s'afegiren els dos minarets a la part occidental de l'edifici, i elements islàmics com el mihrab i el mínbar.
El primer imam de la mesquita fou Moravizade Ahmet Efendi, originari de la província de Morea de l'Imperi otomà. Tots els imams mantenien la tradició de pujar les escales fins al mínbar abans dels sermons del divendres, i es recolzaven en una espasa utilitzada en la conquesta de Nicòsia per a significar que Nicòsia havia estat adquirida per conquesta.
Després de la seua transformació en mesquita, passà a propietat de la Fundació Sultan Selim, responsable del manteniment. Altres donants formaren fundacions per a ajudar-ne al manteniment. Okçuzade Mehmed Paşa, governador de Xipre al segle XVI, va donar una botiga per a proporcionar ingressos a la Fundació Sultan Selim; altres donacions en foren finques rurals i magatzems. La fundació contractà administradors (mütevelli) per a tenir cura dels fons i va transferir 40.000 akçe anuals a Medina a finals del segle XVI. Durant el període otomà, fou la mesquita més gran de tota l'illa i la utilitzava cada setmana el governador otomà, els administradors i l'elit per a les pregàries del divendres. A finals del segle XVIII, una gran processó formada pels principals funcionaris a cavall al capdavant, seguits per funcionaris de rang inferior a peu, anava a la mesquita cada divendres.
Les pregàries del divendres també atreien un gran nombre de musulmans de Nicòsia i dels pobles dels voltants. A causa de les multituds que freqüentaven la mesquita, es va originar un mercat a la vora, i la zona esdevingué un centre comercial. La zona al voltant de la mesquita també es va convertir en un centre educatiu, amb madrasses com la Gran Madrassa i la Petita Madrassa que se'n construïren a prop.
El 1874, arran dels rumors que el soldà Abdülâziz visitaria Nicòsia, se'n va construir una nova porta, anomenada "Porta d'Aziziye" en honor seu, es va construir a l'extrem est de l'edifici, i era una ampliació d'una finestra de l'església preexistent de Lusignan, i en la construcció s'empraren peces de marbre i altres materials de la zona circumdant. La decoració de la porta inclou una inscripció del cal·lígraf Es-Seyyid Ahmet Şukri Efendi, professor de cal·ligrafia de l'escola secundària de Nicòsia. La inscripció és un elogi fúnebre del soldà i esmenta que la porta es va construir per ordre d'Abdülâziz per Nazif Paixà. Està envoltada de dues figures ornamentades que representen xiprers. La porta es feu servir més tard com a entrada de dones, i després va caure en desús, i ara és tancada.

### El segle XX i el domini britànic
L'agost del 1954, la catedral fou rebatejada com a Selimiye Camii ('Mesquita de Selim') en honor del soldà Selim II (1566-1574) que regnà en l'època de la conquesta de Xipre.

## Descripció
La catedral té 68 m de llarg, 24 m d'ample i més de 21 m d'alçada. La façana consta d'una entrada monumental emmarcada per dos campanars inacabats. A dins hi ha una nau amb dues de laterals i petites capelles. La capella nord està dedicada a Nicolau de Mira i les del sud a la Mare de Déu i Tomàs d'Aquino.

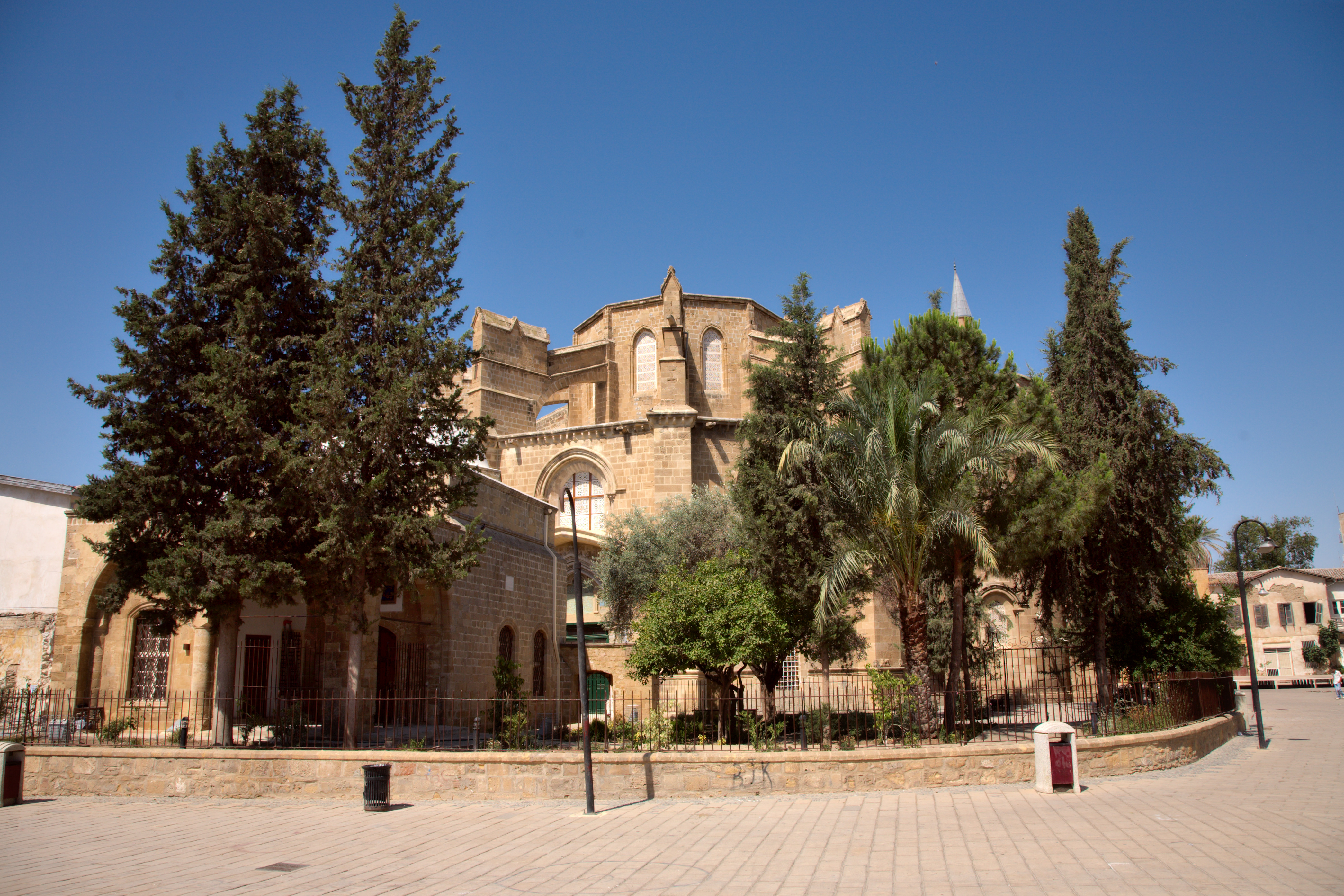
L'absis de l'antiga catedral, ara mesquita

El cor està envoltat per un deambulatori, sense capelles absidals. Aquest plànol segueix el de Notre-Dame de París, que al seu torn va influir en altres catedrals. Els transseptes consten de capelles de la mateixa altura que les de les naus laterals. Aquest plànol segueix el de la Catedral de Poitiers, que és l'església episcopal de la ciutat francesa de Lusignan, ciutat natal de la Casa de Lusignan. La Porta Aziziye, construïda pels otomans, és a l'extrem est de la catedral. Es creu que el disseny s'inspirà en el de la Catedral de Sens.
Molts reis i nobles del període de Lusignan se soterraren a la catedral. Les lloses de marbre de les tombes encara formen part del terra de l'edifici, amb inscripcions i motius ben conservats.